# Бауэр, Бранко
Бра́нко Ба́уэр (хорв. Branko Bauer; 18 февраля 1921, Дубровник, Королевство Сербов, Хорватов и Словенцев, ныне Хорватия — 11 апреля 2002, Загреб, Хорватия) — хорватский кинорежиссёр и сценарист.

## Биография
Во время Второй мировой войны вместе с отцом и другими близкими спасал евреев от геноцида. Присвоено почётное звание праведник народов мира.
В кино — с 1949 года. Ставил документальные и хроникальные фильмы. В 1953 году дебютировал в режиссуре детским приключенческим фильмом «Синяя чайка». Работал в разных жанрах (психологическая драма, комедия и других).
Похоронен на загребском кладбище Мирогой.

## Избранная фильмография

### Режиссёр

#### Документальное кино
- 1950 — Наши дети / Nasa djeca
- 1951 — Тревога / Uzbuna
- 1952 — Загорье празднует / Zagorje slavi
- 1953 — Дни славы / Dani slave
- 1953 — Фабрика «Вперед» / Naprijed
- 1954 — Первый смотр отечественного фильма / Prva revija domaceg filma
- 1954 — Сон маленькой балерины / San male balerine
- 1956 — Фабрика «Весна» / Vesna
- 1956 — До свидания, Крапино / Dovidjenja Krapino
- 1978 — Самоуправление – надежда / Samoupravljanje - nada

#### Игровое кино
- 1953 — «Синяя чайка» / Sinji galeb
- 1955 — Миллионы на острове / Milioni na otoku
- 1956 — Не оглядывайся, сынок / Ne okreci se sine
- 1957 — Только люди / Samo ljudi
- 1959 — Три Анны / Tri Ane
- 1960 — Мартин в облаках / Martin u oblacima
- 1961 — Лишняя / Prekobrojna
- 1963 — Лицом к лицу / Licem u lice
- 1964 — Николетина Бурсач / Nikoletina Bursac
- 1965 — Прийти и остаться / Doci i ostati
- 1967 — Четвёртый попутчик / Cetvrti suputnik
- 1975 — Зимовка в Якобсфельде / Zimovanje u Jakobsfeldu
- 1976 — Шалаш в Малом Рите / Salas u Malom Ritu
- 1978 — Бошко Буха / Bosko Buha

### Сценарист
- 1952 — Загорье празднует / Zagorje slavi
- 1953 — «Синяя чайка» / Sinji galeb (с Иосипом Барковичем, по роману Тоне Селишкара[словен.])
- 1956 — Не оглядывайся, сынок / Ne okreci se sine (с Арсеном Дикличем)
- 1959 — Три Анны / Tri Ane (с Арсеном Дикличем и Слободаном Глумачем)
- 1960 — Мартин в облаках / Martin u oblacima (с Фёдором Видасом, Крешимиром Голиком и Владимиром Кохом)
- 1961 — Лишняя / Prekobrojna (с Крешимиром Голиком и Богданом Йовановичем)
- 1964 — Николетина Бурсач / Nikoletina Bursac (с Крешимиром Голиком и Богданом Йовановичем, по роману Бранко Чопича)
- 1967 — Четвёртый попутчик / Cetvrti suputnik (с Славко Гольдштейном и Богданом Йовановичем)
- 1975 — Зимовка в Якобсфельде / Zimovanje u Jakobsfeldu (с Арсеном Дикличем и Бориславом Гвойичем)
- 1976 — Шалаш в Малом Рите / Salas u Malom Ritu (с Арсеном Дикличем и Бориславом Гвойичем)